# Mietwagenklassifizierung
Die Mietwagenklassifizierung in einer Autovermietung erfolgt nicht nach Herstellern oder Modellen, sondern nach einem vierstelligen Code, dem sogenannten ACRISS- (kurz für Association of Car Rental Industry Systems Standards), SIPP- (kurz für Standard Interline Passenger Procedures) oder CRS-Code. Der Code teilt jedes Fahrzeug, abhängig von verschiedenen Parametern wie Größe, Ausstattung und Antrieb, einer Fahrzeuggruppe zu. Der Kunde einer Autovermietung bestellt als Mieter eines Mietwagens deshalb im Allgemeinen kein spezielles Fahrzeug, sondern nur eine Fahrzeuggruppe. Welchen Mietwagen der Mieter vom Vermieter letztlich erhält, hängt dann unter anderem vom aktuellen Bestand der Autovermietung vor Ort ab.
Festgelegt wurde der Code durch den Zusammenschluss der Autovermietungen ACRISS. Die Nutzung des Code ist den Mitgliedern und Partnern der ACRISS vorbehalten, dazu gehören: Avis, Europcar, Hertz, Alamo und National als vollwertige Mitglieder und beispielsweise Enterprise und Budget als Partner. Der Code wird in englischer Sprache herausgegeben und weltweit einheitlich angewandt.
Im Jahr 2006 wurde der Code erweitert. Hinzugefügt wurden neue Fahrzeugklassen für hochwertig ausgestattete (Kategorien „Elite“) und besonders große Fahrzeuge (Kategorie „Oversize“, namentlich unter anderem den Hummer). Außerdem wurden moderne Antriebskonzepte wie Hybrid und LPG sowie die Unterscheidung des Allrad eingeführt. Der überarbeitete Code ist abwärtskompatibel, die Codierung kann folgender Tabelle entnommen werden.
| Kategorie | Kategorie                    | Typ/Bauart | Typ/Bauart                         | Getriebe/Antrieb | Getriebe/Antrieb         | Treibstoff/Klimaanlage (AC) | Treibstoff/Klimaanlage (AC)       |
| M         | Mini (Kleinstwagen)          | B          | 2-3 Door (Zwei- bis Dreitürer)     | M                | Manual Unspecified Drive | R                           | Unspecified Fuel/Power With AC    |
| N         | Mini Elite                   | C          | 2/4 Door (Zwei- oder Viertürer)    | N                | Manual 4WD               | N                           | Unspecified Fuel/Power Without AC |
| E         | Economy (Kleinwagen)         | D          | 4-5 Door Car (Vier- bis Fünftürer) | C                | Manual AWD               | D                           | Diesel AC                         |
| H         | Economy Elite                | W          | Wagon/Estate (Kombi)               | A                | Auto Unspecified         | Q                           | Diesel No AC                      |
| C         | Compact (Kompaktklasse)      | V          | Passenger Van                      | B                | Auto 4WD                 | H                           | Hybrid                            |
| D         | Compact Elite                | L          | Limousine                          | D                | Auto AWD                 | I                           | Hybrid Plug-In                    |
| I         | Intermediate (Mittelklasse)  | S          | Sport (Sportwagen)                 |                  |                          | E                           | Electric                          |
| J         | Intermediate Elite           | T          | Convertible (Cabriolet)            |                  |                          | C                           | Electric                          |
| S         | Standard (Mittelklasse)      | F          | SUV (Sport Utility Vehicle)        |                  |                          | L                           | LPG/Compressed Gas AC             |
| R         | Standard Elite               | J          | Open Air All Terrain               |                  |                          | S                           | LPG/Compressed Gas No AC          |
| F         | Fullsize (Mittelklasse)      | X          | Special (bspw. Navigationssystem)  |                  |                          | A                           | Hydrogen AC                       |
| G         | Fullsize Elite               | P          | Pick-up Regular Cab                |                  |                          | B                           | Hydrogen No AC                    |
| P         | Premium (Obere Mittelklasse) | Q          | Pick-up Extended Cab               |                  |                          | M                           | Multi Fuel/Power AC               |
| U         | Premium Elite                | Z          | Special Offer Car                  |                  |                          | F                           | Multi fuel/power No AC            |
| L         | Luxury (Obere Mittelklasse)  | E          | Coupe                              |                  |                          | V                           | Petrol AC                         |
| W         | Luxury Elite                 | M          | Monospace                          |                  |                          | Z                           | Petrol No AC                      |
| O         | Oversize                     | R          | Recreational Vehicle               |                  |                          | U                           | Ethanol AC                        |
| X         | Special (Oberklasse)         | H          | Motor Home (Wohnmobil)             |                  |                          | X                           | Ethanol No AC                     |
|           |                              | Y          | 2 Wheel Vehicle                    |                  |                          |                             |                                   |
|           |                              | N          | Roadster                           |                  |                          |                             |                                   |
|           |                              | G          | Crossover                          |                  |                          |                             |                                   |
|           |                              | K          | Commercial Van/Truck (Transporter) |                  |                          |                             |                                   |